# Шкіль Василь Федорович
Василь Федорович Шкіль (28 грудня 1919, Бориспіль — 20 квітня 1945) — радянський офіцер, Герой Радянського Союзу (1944), у роки німецько-радянської війни командир танкового взводу 1-го танкового батальйону 64-ї гвардійської танкової бригади 11-го гвардійського танкового корпусу 1-ї танкової армії 1-го Українського фронту, гвардії молодший лейтенант.

## Біографія
Народився 28 грудня 1919 року в місті Бориспіль Київській області в селянській сім'ї. Українець. Член ВЛКСМ з 1937 року. Закінчив середню школу № 2 у Борисполі.
У 1940 році покликаний в ряди Червоної Армії. Наприкінці 1942 року закінчив танкове училище і потрапив на Сталінградський фронт.
| погруддя          |
| меморіальна дошка |

Указом Президії Верховної Ради СРСР від 26 квітня 1944 року за мужність, відвагу і умілі дії, проявлені в боях за місто Чернівці гвардії молодшому лейтенантові Василю Федоровичу Шкілю присвоєне звання Героя Радянського Союзу з врученням ордена Леніна і медалі «Золота Зірка» (№ 2410).
20 квітня 1945 року Василь Федорович Шкіль загинув у бою за Берлін. Похований в місті Ландсберг.

## Нагороди
Нагороджений орденом Леніна, орденом Вітчизняної війни 1-го ступеня, орденом Червоної Зірки, медалями.

## Пам'ять
У Борисполі на стіні середньої школи № 2, де навчався Герой, йому встановлено мармурову меморіальну дошку, а в Алеї Герої встановлене його погруддя.